# Rho Capricorni
Rho Capricorni (11 Capricorni) é uma estrela na direção da constelação de Capricornus. Possui uma ascensão reta de 20h 28m 51.62s e uma declinação de −17° 48′ 49.2″. Sua magnitude aparente é igual a 4.77. Considerando sua distância de 99 anos-luz em relação à Terra, sua magnitude absoluta é igual a 2.37. Pertence à classe espectral F3V.